# Geografía de la Isla de Man
La Isla de Man es una isla localizada en el Mar de Irlanda, entre Gran Bretaña e Irlanda, en Europa Occidental, con una población de más de 75.000 habitantes. Es una Dependencia de la Corona británica. Al sur de esta se localiza una pequeña isleta, Calf of Man.

## Dimensiones
Área:

total:
572 km²

tierra:
572 km²

agua:
0 km²
Por lo tanto, la isla es:

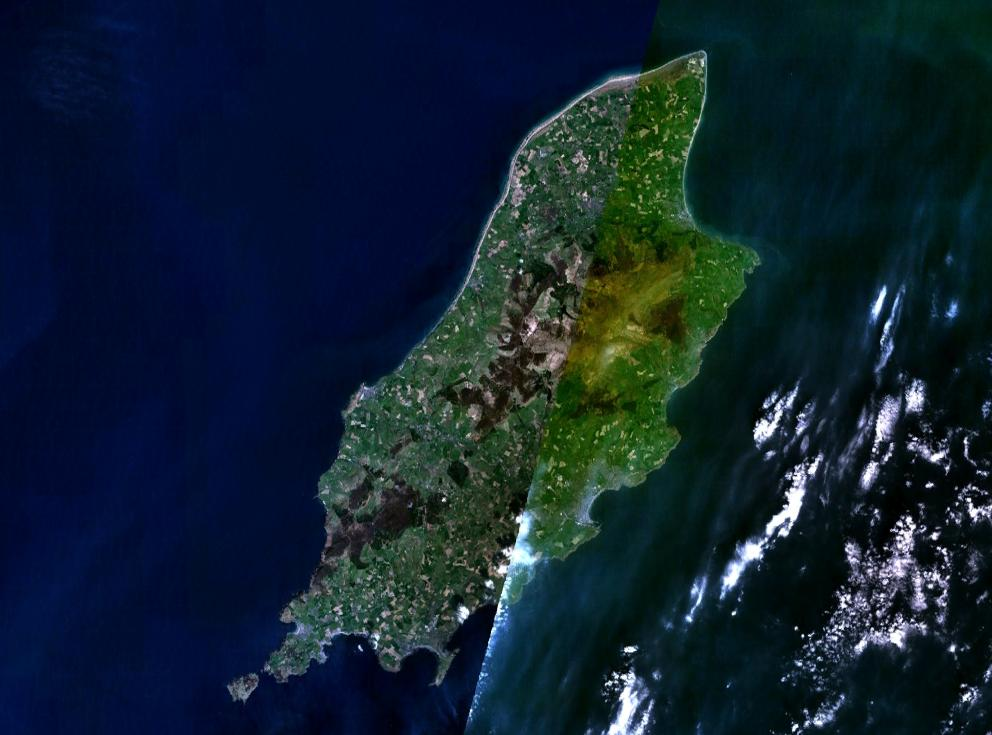
Imagen de satélite

- alrededor de tres veces el tamaño de Washington D. C.
- ligeramente menor que la isla de Santa Lucía, en las Antillas Menores.

## Costa
La Isla de Man cuenta con un litoral de 160 km, y reclama 12 millas náuticas de aguas territoriales, de las que solo posee derechos exclusivos de pesca en las primeras 3 millas.
El sendero de larga distancia Raad ny Foillan recorre 153 km alrededor de la costa.

## Clima
La Isla de Man disfruta de un clima templado, con veranos frescos e inviernos suaves. Las precipitaciones medias son comparables a las del conjunto de las islas británicas, debido a su localicación al oeste de Gran Bretaña y lo suficientemente lejos de Irlanda para que los vientos predominantes del sudoeste acumulen humedad sobre la isla. Las mayores precipitaciones se registran en el monte Snaefell, donde suelen caer 1900 mm al año. En altitudes más bajas este valor se reduce hasta los 800 mm al año.
Las temperaturas suelen mantenerse frescas, con un máximo registrado de 28,9 °C. La Isla de Man es conocida por sus cielos encapotados y pocos días de sol al año, aunque el norte de la isla, debido a la orografía, registra más que el sur.

## Orografía

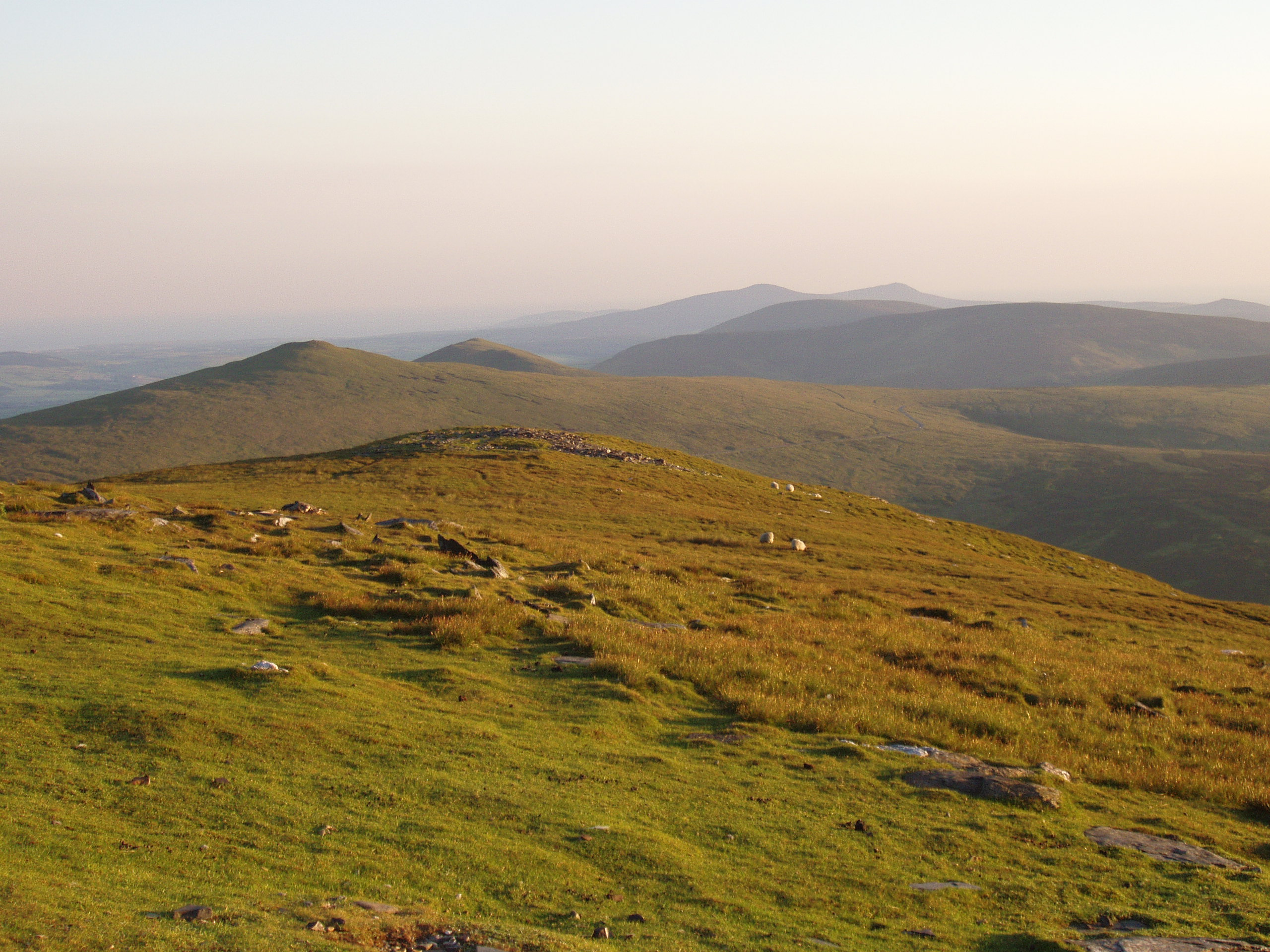
Algunas de las colinas de la isla vistas desde Snaefell, su pico más alto.

El terreno de la isla es variado. Existen dos áreas montañosas divididas por un valle central que discurre entre Douglas y Peel. El punto más alto de la Isla de Man, Snaefell, se encuentra en el área d norte y alcanza los 620 m s. n. m. El extremo norte de la isla es una llanura consistente de till glaciar y sedimentos marinos. El sur de la isla es más montañoso, con distintos valles. No existe ningún área por debajo del nivel del mar.

## Uso del terreno
- Prados permanentes: 46%
- Montes y páramos: 25%
- Tierras de cultivo: 9%
- Bosques: 6%
- Cultivos permanentes: 0%
- Otros: 14%

## Riesgos naturales y problemas medioambientales
Existen algunos riesgos naturales, siendo los más comunes fuertes vientos, mar gruesa y niebla densa. En los últimos años se ha detectado un fuerte incremento en la frecuencia de fuertes lluvias y vientos, sequías veraniegas, e inundaciones, provocadas tanto por lluvias como por el mar. Las nevadas han decrecido significativamente a lo largo del último siglo, las temperaturas crecen año tras año y se registran menos precipitaciones.
La contaminación atmosférica, marina y la acumulación de basura son importantes problemas en la Isla de Man.
El calentamiento global y la subida del nivel del mar suponen grandes amenazas para la isla. Todas las ciudades pueden quedar sumergidas, mientras que el Northern Plain, una llanura grande y baja compuesta de sedimentos marinos y material glaciar, que supone alrededor de una cuarta parte de la superficie de la isla, está en peligro de ser invadida por el mar durante los próximos dos siglos. Lo mismo sucede con el considerablemente menor Southern Plain.

### Zonas protegidas
En orden de importancia, los internacionales primero, los no-oficiales al final.

#### Sitios Ramsar

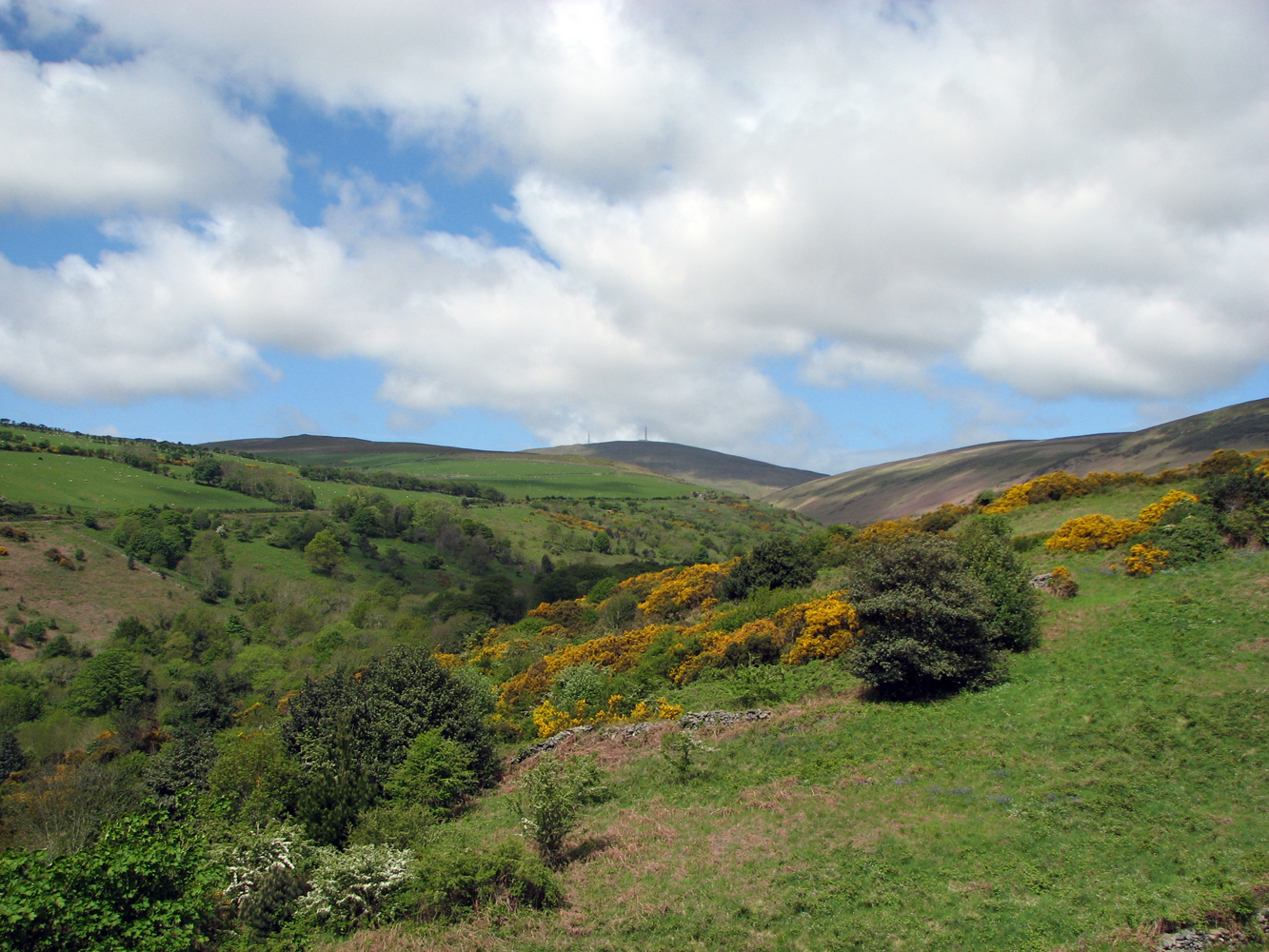
Cañada con el monte Snaefell al fondo.

- Ballaugh Curraghs (2006, 183.86 ha)

#### Reservas Naturales Nacionales
- Punta de Ayre (2000, 272 ha)

#### Áreas de Especial Importancia Científica
- Punta de Ayre (1996, 272 ha)
- Ballaugh Curraghs
- Cantera de Rosehill Billown
- Cañada de Dhoon
- Aeródoromo de Jurby
- Cañada de Maye
- Aldea de Derbyhaven

#### Reservas Naturales Marinas
Se designó una en la Bahía de Ramsey en octubre de 2011.

#### Áreas de Protección Especial
- Punta de Ayre

#### Santuarios de aves
- Calf of Man
- Tynwald Arboretum

#### Reservas Naturales
La Isla de Man poseía 45 reservas naturales no oficiales en enero de 2009, cubriendo aproximadamente 195 ha de tierra y 10,5 km de costa entre las mareas.
- Ballachurry
- Ballalough Reedbeds
- Ballamooar
- Ballanette
- Barnell Reservoir
- Breagle Glen
- Clay Head Brooghs
- Close-e-Quayle
- Close Sartfield (parte del Sitio Ramsar de Ballaugh Curraghs)
- Close Umpson
- Cooildarry
- Cronk-y-Bing
- Curragh Feeagh
- Curragh Kionedroghad
- Curraghs Wildlife Park
- Dalby Mountain & Fields
- Earystane
- Fell's Field
- Gob ny Silvas
- Goshen (parte del Sitio Ramsar de Ballaugh Curraghs)
- Glen Dhoo
- Lough Cranstal
- Pradera de Miss Gyler
- Praderas de Moaney y Crawyn
- The Purt

#### Zonas marinas de veda
- Bradda Head
- Bahía de Douglas

## Geología
La mayor parte de la isla está formada por rocas sedimentarias muy erosionadas, originadas en el Ordovícico. Existe un cinturón de rocas silúricas, más jóvenes, a lo largo de la costa oeste, entre Niarbyl y la Isla de San Patricio, y una pequeña área de arenisca originaria del Devónico alrededor de Peel.
Una banda de rocas del carbonífero subyace bajo parte de la llanura del norte, pero nunca ha sido vista en la superficie. Sin embargo, rocas de edad similar surgen en el sur entre Castletown, Silverdale y Port St. Mary. Se conoce la existencia de rocas permo-triásicas bajo la Punta de Ayre pero, como en el resto de la llanura del norte, estas rocas están cubiertas por espesores sustanciales de depósitos sedimentarios.
La isla posee depósitos significativos de cobre, plomo, plata, cinc, hierro, grafito y arcilla. También hay canteras de mármol negro, caliza, esquisto y granito. Son todas modernas, y no ha habido explotación de metales o minerales anterior a la era moderna.

## Demografía
La población de la isla se estima, a septiembre de 2006, en 79.805 habitantes.
La ciudad más grande y el centro administrativo de la isla es Douglas, cuya población es de 23.000 habitantes, casi un tercio del total de la isla. La cercana ciudad de Onchan, Ramsey al norte, Peel al oeste y los tres puertos de Castletown, Port Erin y Port St. Mary, al sur, son los otros asentamientos principales. Prácticamente la totalidad de la población vive muy cerca de la costa.